# Burel Hill
Der Burel Hill (englisch; bulgarisch връх Мизия wrach Misija) ist ein 152 m hoher Berg im Nordwesten von Desolation Island im Archipel der Südlichen Shetlandinseln. Er ragt 2,1 km nordnordwestlich des Iratais Point und 1,2 km südsüdöstlich des Kap Danger auf. Die Kozma Cove liegt östlich und die Hero Bay südlich sowie südwestlich von ihm.
Britische Wissenschaftler kartierten ihn 1968, bulgarische 2005 und 2009. Die bulgarische Kommission für Antarktische Geographische Namen benannte ihn 2010 nach einer Region im Westen Bulgariens.